# Пак Мі Хьон
Пак Мі Хьон (26 січня 1986) — південнокорейська хокеїстка на траві.
Учасниця Олімпійських Ігор 2004, 2008, 2012, 2016 років.
Переможниця Азійських ігор 2014 року, срібна призерка 2010 року.
Срібна призерка Чемпіонату Азії 2007, 2013 років, бронзова призерка 2009, 2017 років.
Переможниця Азійського Трофею чемпіонів 2010, 2011, 2018 років.